# Plesiocleidochasma
Plesiocleidochasma is een mosdiertjesgeslacht uit de familie van de Phidoloporidae en de orde Cheilostomatida. De wetenschappelijke naam ervan is in 1991 voor het eerst geldig gepubliceerd door Soule, Soule & Chaney.

## Soorten
- Plesiocleidochasma acuminata Ramalho, Taylor. & Moraes, 2018
- Plesiocleidochasma clandestinum Yang, Seo & Gordon, 2018
- Plesiocleidochasma cleidostomum (Smitt, 1873)
- Plesiocleidochasma elimata (Waters, 1887) (taxon inquirendum)
- Plesiocleidochasma fallax (Canu & Bassler, 1929)
- Plesiocleidochasma foliosum Winston, Vieira & Woollacott, 2014
- Plesiocleidochasma immersum (Soule, Soule & Chaney, 1991)
- Plesiocleidochasma laterale (Harmer, 1957)
- Plesiocleidochasma mediterraneum Chimenz Gusso & Soule, 2003
- Plesiocleidochasma normani (Livingstone, 1926)
- Plesiocleidochasma perspicuum (Hayward & Cook, 1983)
- Plesiocleidochasma porcellaniforme (Soule, Soule & Chaney, 1991)
- Plesiocleidochasma porcellanum (Busk, 1860)
- Plesiocleidochasma septemspinosa Tilbrook, 2006